# Пап Діонг
Пап Дауда́ Діо́нг (фр. Pape Daouda Diong; нар. 15 червня 2006, Дакар) — сенегальський футболіст, півзахисник французького клубу «Страсбур» і збірної Сенегалу. На правах оренди виступає за «Дюнкерк».

## Клубна кар'єра

### «Страсбур»
Вихованець футбольної академії сенегальського клубу «Дару Салам». В грудні 2023 року стало відомо, що англійський клуб «Челсі» близький до заключення угоди про трансфер гравця. Втім трансфер в «Челсі» так і не відбувся.
9 липня 2024 року перейшов у французький клуб Ліги 1 «Страсбур», підписавши п'ятирічний контракт. 17 серпня дебютував за «Страсбур» в матчі Ліги 1 проти «Монпельє», вийшовши в стартовому складі. 19 жовтня в поєдинку Ліги 1 проти «Парі Сен-Жермен» забив свій перший гол за «Страсбур».

#### Оренда в «Дюнкерк»
17 липня 2025 року відправився в сезонну оренду в «Дюнкерк».

## Кар'єра в збірній
30 серпня 2023 року перше викликаний до збірної Сенегалу головним тренером Алью Сіссе дла участі в матчі відбіркового турніру до Кубка африканських націй 2023 проти збірної Руанди. 9 вересня того ж року дебютував за збірну Сенегалу у поєдинку з Руандою, замінивши Папу Діопа.
В листопаді 2023 року потрапив в заявку збірної Сенегалу до 17 років на юнацький чемпіонат світу в Індонезії. На турнірі провів усі 4 гри свої збірної, а сенегальці поступилися в 1/8 фіналу одноліткам з Франції в серії післяматчевих пенальті.
В квітні 2025 року потрапив в заявку збірної до 20 років на молодіжний Кубок африканських націй в Єгипті. 2 травня 2025 року в матчі проти збірної ЦАР дебютував за молодіжну збірну Сенегалу. На турнірі провів 3 матчі, а його команда дійшла до чвертьфіналу, де поступилась нігерійцям у серії пенальті.

## Статистика виступів

### Клубна статистика
Станом на 16 березня 2025
| Клуб              | Сезон             | Чемпіонат         | Чемпіонат | Чемпіонат | Кубок | Кубок | Інші  | Інші | Всього | Всього |
| Клуб              | Сезон             | Дивізіон          | Матчі     | Голи      | Матчі | Голи  | Матчі | Голи | Матчі  | Голи   |
| ----------------- | ----------------- | ----------------- | --------- | --------- | ----- | ----- | ----- | ---- | ------ | ------ |
| Страсбур          | 2024–25           | Ліга 1            | 9         | 1         | 2     | 0     | –     | –    | 11     | 1      |
| → Дюнкерк         | 2025–26           | Ліга 2            | 0         | 0         | 0     | 0     | –     | –    | 0      | 0      |
| Всього за кар'єру | Всього за кар'єру | Всього за кар'єру | 9         | 1         | 2     | 0     | 0     | 0    | 11     | 1      |

### Міжнародна статистика
Станом на 9 вересня 2023 
| Збірна            | Сезон             | Товариські | Товариські | Офіційні | Офіційні | Всього | Всього |
| Збірна            | Сезон             | Матчі      | Голи       | Матчі    | Голи     | Матчі  | Голи   |
| ----------------- | ----------------- | ---------- | ---------- | -------- | -------- | ------ | ------ |
| Сенегал           |                   |            |            |          |          |        |        |
| 2023              | 0                 | 0          | 1          | 0        | 1        | 0      |        |
| Всього за кар'єру | Всього за кар'єру | 0          | 0          | 1        | 0        | 1      | 0      |

### Матчі за збірну
Станом на 9 вересня 2023 
| Матчі Папа Діонга за збірну Сенегалу | Матчі Папа Діонга за збірну Сенегалу | Матчі Папа Діонга за збірну Сенегалу | Матчі Папа Діонга за збірну Сенегалу | Матчі Папа Діонга за збірну Сенегалу | Матчі Папа Діонга за збірну Сенегалу | Матчі Папа Діонга за збірну Сенегалу | Матчі Папа Діонга за збірну Сенегалу |
| №                                    | Дата                                 | Суперник                             | Рахунок                              | Голи                                 | Картки                               | Хвилини                              | Змагання                             |
| ------------------------------------ | ------------------------------------ | ------------------------------------ | ------------------------------------ | ------------------------------------ | ------------------------------------ | ------------------------------------ | ------------------------------------ |
| 1                                    | 9 вересня 2023                       | Руанда                               | 1–1                                  |                                      |                                      | 4'                                   | Відбіркові матчі КАН-2023            |

Всього: 1 матч / 0 голів; 0 перемог, 1 нічия, 0 поразок.